# Nikola Jakimovski
Nikola Jakimovski (sinh ngày 26 tháng 2 năm 1990) là một cầu thủ bóng đá người Macedonia.

## Sự nghiệp câu lạc bộ
Nikola Jakimovski đã từng chơi cho Nagoya Grampus.

## Thống kê câu lạc bộ

### J.League
| Đội            | Năm       | J.League | J.League | J.League Cup | J.League Cup | Tổng cộng | Tổng cộng |
| Đội            | Năm       | Trận     | Bàn      | Trận         | Bàn          | Trận      | Bàn       |
| -------------- | --------- | -------- | -------- | ------------ | ------------ | --------- | --------- |
| Nagoya Grampus | 2013      | 15       | 0        | 6            | 1            | 21        | 1         |
| Tổng cộng      | Tổng cộng | 15       | 0        | 6            | 1            | 21        | 1         |